# Scooby-Doo (film)

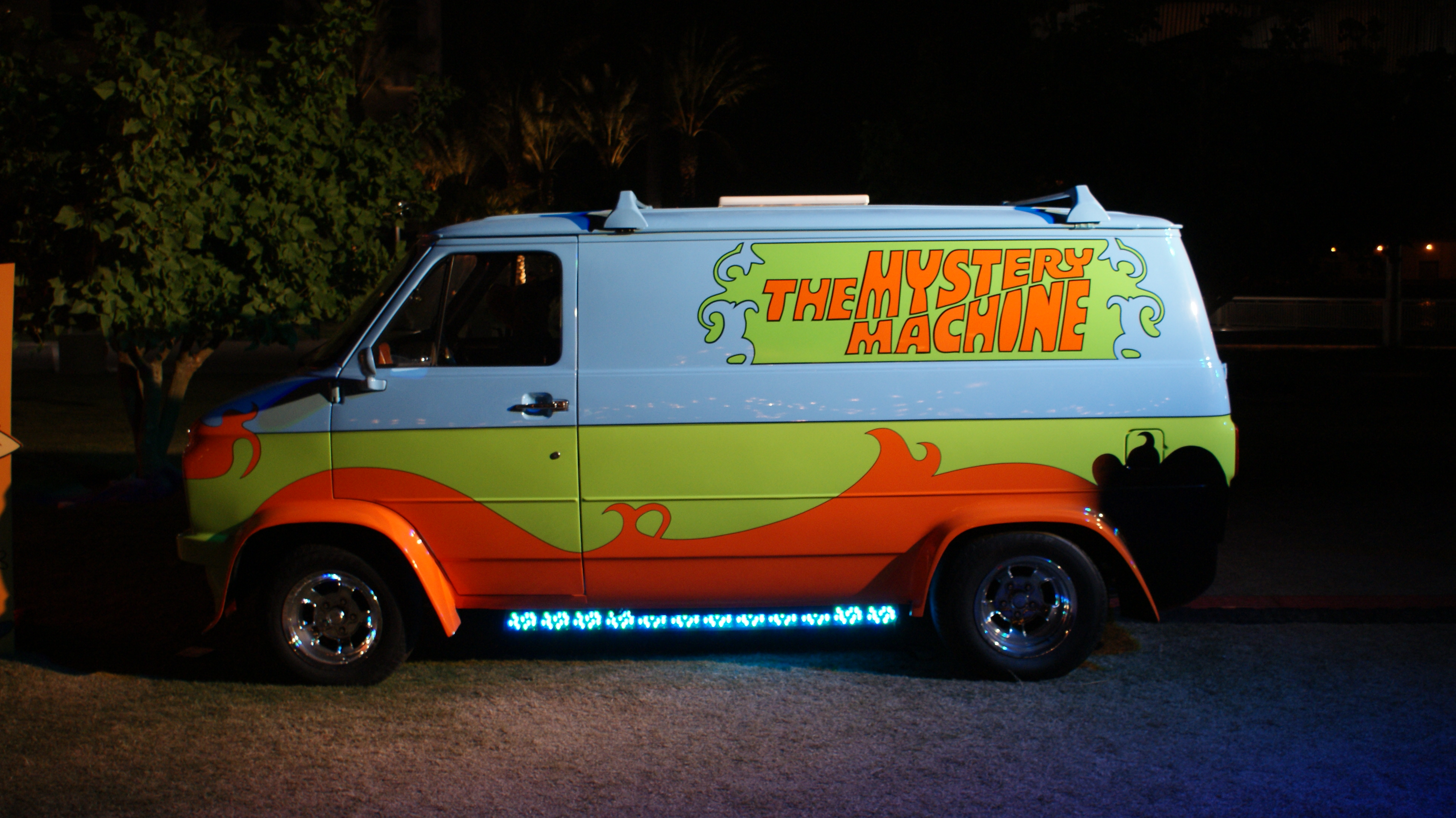
The Mystery Machine

Scooby-Doo is een Amerikaanse film uit 2002 gebaseerd op populaire Hanna-Barbera animatieserie Scooby-Doo. De film werd geregisseerd door Raja Gosnell en geschreven door James Gunn. Hoofdrollen werden vertolkt door Matthew Lillard, Sarah Michelle Gellar, Freddie Prinze, Jr., Linda Cardellini en Neil Fanning.
Het was de eerste live-actionfilm gebaseerd op de animatieserie. In 2004 kreeg de film een vervolg: Scooby-Doo 2: Monsters Unleashed.

## Verhaal
De film begint met Mystery Inc. die in een pakhuis op een spook genaamd de Luna Ghost jaagt. Daphne is uiteraard weer door het spook gevangen en Scooby en Shaggy rennen eerder weg dan te proberen het spook te vangen. Uiteindelijk wordt het spook gevangen en ontmaskerd als de zoveelste verklede schurk. Naderhand krijgt het team onenigheid, vooral omdat Fred telkens met de eer strijkt. Na een ruzie stappen Fred, Velma en Daphne op, en blijven enkel Scooby en Shaggy achter.
Twee jaar later krijgen Scooby en Shaggy een uitnodiging om een mysterie op te komen lossen in het vakantieresort Spooky Island. Wanneer ze wachten voor het vliegveld blijken de andere leden van Mystery Inc ook een uitnodiging te hebben gekregen. Op het eiland ontmoetten ze de eigenaar, Emile Mondavarious. Hij vertelt het team dat de tieners die zijn eiland bezoeken zich vreemd gaan gedragen. Ze lijken een soort zombies te worden. Het team is hun ruzie echter nog niet vergeten, en allemaal gaan ze afzonderlijk van elkaar op zoek naar aanwijzingen.
Shaggy ontmoet al snel een meisje genaamd Mary Jane, terwijl Velma een groep zogenaamde demonen aantreft die het eiland bewonen en wraak willen. Een man genaamd N'Goo Tuana en een gemaskerde worstelaar proberen Velma af te schrikken, maar ze negeert hen. Daphne ontmoet een man die zichzelf middels voodoorituelen probeert te beschermen tegen iets. Die nacht wordt Scooby aangevallen door een demonisch wezen, maar ontsnapt. De groep onderzoekt het kasteel op het eiland, waar Fred en Velma een vreemde “trainingsvideo” vinden die suggereert dat er echte monsters op het eiland leven. Daphne ontdekt een magisch driehoekvormig voorwerp genaamd de Daemon Ritus. Dit voorwerp kan energie, en met name zielen, absorberen.
Die nacht vallen de demonen het hotel aan en ontvoeren een aantal toeristen, waaronder Fred en Velma. De volgende dag lijkt alles normaal, totdat Fred opduikt. Hij gedraagt zich al net zo vreemd als de andere tieners. Ook Daphne wordt gevangen en in een zombie veranderd. Shaggy, Scooby en Mary Jane vluchten weg voor de zombietoeristen. Shaggy raakt Scooby kwijt en valt in een grot. Hier ontdekt hij een pot die vol zit met de zielen van mensen, waaronder de zielen van Fred, Velma en Daphne. Shaggy laat de zielen van het trio vrij. Zodra de zielen terugkeren in hun lichaam, komt er een demon uit die meteen sterft onder invloed van het zonlicht.
Eerst belanden de drie in verkeerde lichamen. Zodra Fred, Velma en Daphne weer in hun eigen lichaam zitten komt de groep (min Scooby) bij elkaar. Velma concludeert dat dit ook met alle andere tieners is gebeurd: hun zielen zijn uit hun lichaam gestolen en de lichamen worden nu bezeten door de demonen. Ze gebruiken de lichamen van mensen als bescherming tegen de zon. Ondertussen wordt Scooby naar Mondavarious gebracht, die hem wijsmaakt dat zijn team hem heeft laten stikken en dat hij als enige om hem geeft.
De groep bezoekt de voodooman. Hij vertelt hen dat die nacht een ritueel zal plaatsvinden genaamd het "Darkopolypse Ritual". Als dit voltrokken is, zullen de demonen voor 10.000 jaar over de Aarde heersen. De gestolen zielen zijn allemaal nodig voor dit ritueel, maar er moet nog 1 ziel bij: een pure onvervuilde ziel. Deze ziel is die van Scooby-Doo.
De groep besluit een val te zetten om alle zielen te bevrijden en de demonen te vernietigen. Het ritueel zal plaatsvinden in de grot waar de pot met zielen staat. Daphne bewaakt de val en moet op het aangegeven moment de luiken naar de grot openen zodat het zonlicht naar binnen valt. Fred en Velma mengen zich onopvallend tussen de zombietoeristen. Shaggy weet Scooby te bereiken, die door Mondavarious en een groep zombies op een ligbed naar de pot wordt gedragen. Shaggy slaat Mondavarious neer. Tot verbazing van het team blijkt Mondavarious een robot te zijn die van binnenuit wordt bestuurd door Scooby’s neefje Scrappy-Doo. Hij wil wraak op Mystery Inc. omdat ze hem jaren terug hebben achtergelaten.
Middels de Daemon Ritus absorbeert Scrappy een aantal zielen en verandert in een monster genaamd de Scrappy Rex. Daphne wil de luiken openen, maar de worstelaar houdt haar tegen. Daphne heeft in de afgelopen twee jaar echter zelfverdedigingslessen genomen en verslaat hem. Vervolgens opent ze de luiken. Fred en Velma gooien de pot met zielen leeg, waarna de zielen allemaal terugkeren naar hun lichaam en de demonen door het zonlicht omkomen. Shaggy gebruikte de Daemon Ritus om de zielen die Scrappy had geabsorbeerd ook te bevrijden. Daardoor verandert Scrappy weer gewoon in een puppy.
Nu alle demonen zijn vernietigd en Scrappy is gearresteerd, lijkt alles weer bij het oude. Het team vindt de echte Mondavarious onder een luik, waar Scrappy hem had opgesloten. Mystery Inc. legt hun ruzie bij en gaat weer mysteries oplossen.
In de epiloog zitten Scooby en Shaggy in het restaurant te genieten van het beloofde buffet. De twee houden een durfwedstrijdje, waarbij ze allebei een hele pot rode pepers in een keer leegeten.

## Rolverdeling
| Acteur                | Personage          | Opmerkingen |
| --------------------- | ------------------ | ----------- |
| Freddie Prinze jr.    | Fred Jones         |             |
| Sarah Michelle Gellar | Daphne Blake       |             |
| Matthew Lillard       | Shaggy Rogers      |             |
| Linda Cardellini      | Velma Dinkley      |             |
| Rowan Atkinson        | Emile Mondavarious |             |
| Neil Fanning          | Scooby-Doo         | stem        |
| Isla Fisher           | Mary Jane          |             |
| Pamela Anderson       | Zichzelf           | cameo       |
| Neil Fanning          | Scrappy-Doo        | stem        |

## Achtergrond
Scooby, Scrappy en de demonen zijn in de film geheel neergezet met computeranimatie. De film zelf werd grotendeels opgenomen in de Warner Bros. Movie World studios in Gold Coast, Queensland, Australië.
Het scenario van de film heeft verschillende veranderingen ondergaan. Oorspronkelijk zou "Old Man Smithers", alias de Luna Ghost uit de openingsscène, de hoofdschurk worden. Het idee om Scrappy-Doo de hoofdschurk te laten worden (terwijl hij in de animatieseries aan de goede kant stond) is waarschijnlijk afkomstig van het feit dat Scrappy niet geliefd was bij veel Scooby-Doofans. Ook zouden in de openingsscène oorspronkelijk de cartoonversies van het team te zien zijn geweest.
De trailer van de film was zo gemaakt dat het leek alsof het om een Batmanfilm ging. Men hoorde de verteller dingen opnoemen die Batman doorgaans doet, en zag Scooby's silhouet van achteren zodat het Batmans silhouet leek.

## Prijzen/nominaties
In 2002 en 2003 werd Scooby-Doo genomineerd voor tien prijzen, waarvan hij er drie won.
Gewonnen:
- De BMI Film Music Award
- De Blimp Award voor “favoriete scheet in een film”.
- De Teen Choice Award voor “Film – Choice Actress, Comedy” (Sarah Michelle Gellar).

Enkel genomineerd
- De MTV Movie Award voor “Best Virtual Performance”
- Twee Golden Raspberry Awards:
  - De Most Flatulent Teen-Targeted Movie.
  - Slechtste mannelijke bijrol (Freddie Prinze jr.)
- 4 Teen Choice Awards:
  - Film – Choice Actor, Comedy (Matthew Lillard)
  - Film – Choice Actor, Comedy (Freddie Prinze jr.)
  - Film – Choice Chemistry
  - Film – Choice Movie, Comedy

## Trivia
- Vlak voor hij wordt opgesloten schreeuwt Scrappy "And I would have gotten away with it if it weren't for you meddling sons of -!" (de rest van zijn zin wordt niet gehoord omdat de deur van de helikopter waar hij in zit wordt gesloten). Dit is een referentie naar de bekende uitspraak van de schurken uit de serie als ze werden ontmaskerd: "And I would've gotten away with it, too, if it weren't for you meddling kids!").
- In de film "Looney Tunes: Back in Action" is een scène te zien waarin de geanimeerde Shaggy en Scooby zitten te praten met Matthew Lillard, en Shaggy Lillard bekritiseert voor de manier waarop hij hem gespeeld heeft in de live-actionfilm.
- Veel van de attracties op Spooky Island zijn parodieën op attracties in Disneyland, waaronder de "It's A Dead World" parade (Disney's "It's A Small World") en de Splatterhorn (Disney's "Matterhorn Bobsleds").
- Sarah Michelle Gellar moest het filmwerk voor deze film combineren met het filmwerk voor haar rol in Buffy the Vampire Slayer.